# Estación de Guillerval
La estación de Guillerval es una estación ferroviaria francesa de la línea París - Burdeos, situada en la comuna homónima, en el departamento de Essonne, al sur de la capital. Por ella circulan los trenes regionales que unen París con el centro de Francia.

## Historia
Fue inaugurada el 5 de mayo de 1843. Inicialmente, fue gestionada por la Compagnie du chemin de fer de Paris à Orléans hasta que en 1938 las seis grandes compañías privadas que operaban la red se fusionaron en la empresa estatal SNCF. Desde 1997 la gestión de las vías corresponde a la RFF mientras que la SNCF gestiona la estación.

## Descripción
Se configura como un simple apeadero compuesto por dos andenes laterales y tres vías, una de ellas, central y sin acceso a los andenes. Dispone de un equipamiento mínimo compuesto por un pequeño refugio en cada andén y máquinas expendedoras de billetes. Un vallado metálico impide cruzar las vías a nivel, obligando a usar un puente cercano.  

## Servicios ferroviarios

### Regionales
Los trenes regionales TER Centro de la Línea París - Orleans transitan por la estación a razón de varios desplazamientos diarios. 